# Pterostylis pulchella
Pterostylis pulchella là một loài thực vật có hoa trong họ Lan. Loài này được Messmer miêu tả khoa học đầu tiên năm 1933.